# Роґениці-Великі
Роґениці-Великі (пол. Rogienice Wielkie) — село в Польщі, у гміні Малий Плоцьк Кольненського повіту Підляського воєводства.
Населення — 475 осіб (2011).
У 1975-1998 роках село належало до Ломжинського воєводства.

## Демографія
Демографічна структура станом на 31 березня 2011 року:
|          | Загалом | Допрацездатний вік | Працездатний вік | Постпрацездатний вік |
| -------- | ------- | ------------------ | ---------------- | -------------------- |
| Чоловіки | 242     | 52                 | 171              | 19                   |
| Жінки    | 233     | 51                 | 133              | 49                   |
| Разом    | 475     | 103                | 304              | 68                   |